# العلاقات الروسية الكينية
العلاقات الروسية الكينية هي العلاقات الثنائية التي تجمع بين روسيا وكينيا.

## مقارنة بين البلدين
هذه مقارنة عامة ومرجعية للدولتين:
| وجه المقارنة                                              | روسيا                                   | كينيا                         |
| --------------------------------------------------------- | --------------------------------------- | ----------------------------- |
| المساحة (كم2)                                             | 17.08 مليون                             | 581.31 ألف                    |
| عدد السكان (نسمة)                                         | 146.80 مليون                            | 48.47 مليون                   |
| الكثافة السكانية (ن./كم²)                                 | 8.59                                    | 83.38                         |
| العاصمة                                                   | موسكو                                   | نيروبي                        |
| اللغة الرسمية                                             | اللغة الروسية                           | اللغة السواحلية، لغة إنجليزية |
| العملة                                                    | روبل روسي                               | شيلينغ كيني                   |
| الناتج المحلي الإجمالي (بليون دولار)                      | 1.58 تريليون                            | 74.94 مليار                   |
| الناتج المحلي الإجمالي (تعادل القوة الشرائية) بليون دولار | 3.69 تريليون                            | 142.24 مليار                  |
| الناتج المحلي الإجمالي الاسمي للفرد دولار أمريكي          | 9.09 ألف                                | 1.38 ألف                      |
| الناتج المحلي الإجمالي للفرد دولار أمريكي                 |                                         | 2.95 ألف                      |
| مؤشر التنمية البشرية                                      | 0.798                                   | 0.548                         |
| رمز المكالمات الدولي                                      | +7                                      | +254                          |
| رمز الإنترنت                                              | .ru، .рф، .рус ‏، .su                    | .ke                           |
| المنطقة الزمنية                                           | Magadan Time ‏، ت ع م+02:00، ت ع م+12:00 | ت ع م+03:00                   |

## منظمات دولية مشتركة
يشترك البلدان في عضوية مجموعة من المنظمات الدولية، منها:
| علم المنظمة | اسم المنظمة                        | تاريخ انضمام روسيا | تاريخ انضمام كينيا |
| ----------- | ---------------------------------- | ------------------ | ------------------ |
|             | مؤسسة التنمية الدولية              | 16 يونيو 1992      | 3 فبراير 1964      |
|             | يونسكو                             | 21 أبريل 1954      | 7 أبريل 1964       |
|             | مؤسسة التمويل الدولية              | 12 أبريل 1993      | 3 فبراير 1964      |
|             | منظمة حظر الأسلحة الكيميائية       | ?                  | ?                  |
|             | الأمم المتحدة                      | 24 أكتوبر 1945     | 16 ديسمبر 1963     |
|             | الاتحاد الدولي للاتصالات           | 1866               | 11 أبريل 1964      |
|             | منظمة الشرطة الجنائية الدولية      | 27 سبتمبر 1990     | ?                  |
|             | البنك الدولي للإنشاء والتعمير      | 16 يونيو 1992      | 3 فبراير 1964      |
|             | الاتحاد البريدي العالمي            | ?                  | ?                  |
|             | وكالة ضمان الاستثمار متعدد الأطراف | 29 ديسمبر 1992     | 28 نوفمبر 1988     |
|             | منظمة التجارة العالمية             | 22 أغسطس 2012      | 1995               |
|             | الفريق المعني برصد الأرض           | ?                  | ?                  |

## أعلام
هذه قائمة لبعض الشخصيات التي تربطها علاقات بالبلدين:
- سوسبيتر ماشاج (دبلوماسي كيني، 10 أغسطس 1956 – )

## وصلات خارجية
- موقع وزارة الخارجية الروسية
- موقع وزارة الخارجية الكينية